# Saint-Augustin (Maria-Chapdelaine)
Pour les articles homonymes, voir Saint-Augustin.
Saint-Augustin est une municipalité de paroisse du Québec, (Canada), faisant partie de la municipalité régionale de comté de Maria-Chapdelaine, située dans la région administrative de Saguenay–Lac-Saint-Jean.

## Toponymie
Elle est nommée en l'honneur d'Augustin d'Hippone, Père de l'Église. La Commission de toponymie du Québec précise : « L'arrivée de défricheurs en 1901 et la construction d'une scierie en 1907 a permis le développement d'une portion de territoire du Lac-Saint-Jean, située à l'est de Sainte-Jeanne-d'Arc, à une trentaine de kilomètres à l'est de la ville de Dolbeau, dans le canton de Dalmas. L'endroit, d'abord connu comme mission Saint-Augustin(-de-Péribonka) à compter de 1916, puis paroisse en 1923, accédera au statut de municipalité de paroisse en 1925. Le nom retenu souligne le dévouement de l'abbé Auguste (Augustin, selon Hormisdas Magnan) Verreault, curé de Saint-Édouard-de-Péribonka (1914-1933), desservant de la mission de 1918 à 1923, considéré comme le véritable fondateur de la paroisse. Sans doute la proximité sonore de son prénom avec celui du grand saint Augustin (354-430), de même que la présence de la paroisse de Sainte-Monique, dans les environs, ont joué un rôle dans le choix dénominatif, car sainte Monique était la mère de saint Augustin. »

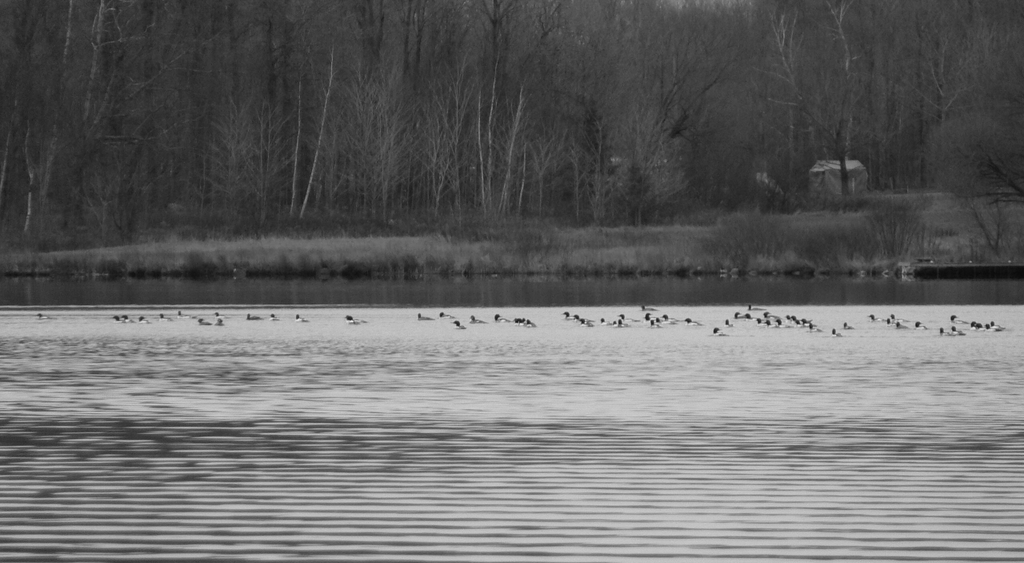
Lac St-Augustin

## Histoire

### Chronologie municipale
- 14 mai 1925 : Érection de la paroisse de Saint-Augustin.

## Géographie
À partir de son crénon, dans le nord de la municipalité, la rivière Moreau coule vers le sud-ouest.
La rivière à Michel traverse le nord-est vers le sud.

## Démographie
| 1911 | 1921 | 1931 | 1941 | 1951 | 1956 | 1961 |
| ---- | ---- | ---- | ---- | ---- | ---- | ---- |
| 482  | 563  | 509  | 796  | 952  | 906  | 818  |

| 1966 | 1971 | 1976 | 1981 | 1986 | 1991 | 1996 |
| ---- | ---- | ---- | ---- | ---- | ---- | ---- |
| 762  | 651  | 637  | 586  | 592  | 534  | 486  |

| 2001 | 2006 | 2011 | 2016 | 2021 | - | - |
| ---- | ---- | ---- | ---- | ---- | - | - |
| 424  | 393  | 400  | 351  | 425  | - | - |

## Administration
Les élections municipales se font en bloc pour le maire et les six conseillers.
| Saint-Augustin Maires depuis 2001                                                                                    |                   |         |          |
| Élection | Maire             | Qualité | Résultat |
| 2001 | Nicole Fortin     |         | Voir     |
| 2005 | Nicole Fortin     | Voir    |          |
| 2009 | Nicole Fortin     | Voir    |          |
| 2013 | Daniel Côté       |         | Voir     |
| 2016 | Philippe Lapointe |         | Voir     |
| 2017 | Philippe Lapointe | Voir    |          |
| 2021 | René St-Pierre    |         | Voir     |
| Élection partielle en italique Depuis 2005, les élections sont simultanées dans toutes les municipalités québécoises |                   |         |          |

### Liens Externes
- Site officiel
- Ressources relatives à la géographie :   - Banque de noms de lieux du Québec
  - Base de données toponymiques du Canada
  - Répertoire des municipalités
  - Statistique Canada
- Notices d'autorité :   - VIAF